# Golosov
Golosov je priimek več oseb:
- Dimitrij Nikolajevič Golosov, sovjetski general
- Ilja Aleksandrovič Golosov, ruski arhitekt